# Niszczyciele typu Tribal (1936)
Niszczyciele typu Tribal – seria niszczycieli państw Brytyjskiej Wspólnoty Narodów z okresu II wojny światowej, składająca się z 27 jednostek – 16 zbudowanych dla brytyjskiej Royal Navy, 8 dla marynarki kanadyjskiej i 3 dla australijskiej. Nosiły nazwy wojowniczych plemion i ludów, stąd nazwa typu Tribal (ang. plemienny). Określane też były od pierwszego okrętu jako typ Afridi. Okręty brytyjskie weszły do służby w latach 1938–1939, a pozostałe do 1948 roku, i były intensywnie używane na wszystkich teatrach działań II wojny światowej, w trakcie której utracono 13 z nich. Były jednymi z najsilniej uzbrojonych okrętów w swojej klasie; klasyfikuje się je także jako wielkie niszczyciele. Nazwę Tribal nosił ponadto wcześniejszy typ niszczycieli z okresu I wojny światowej.
Wyporność standardowa okrętów wynosiła ponad 1900 ton, a pełna ponad 2500 ton; napęd stanowiły turbiny parowe, pozwalające na osiąganie prędkości 36 węzłów. Uzbrojenie główne początkowo stanowiło 8 armat kalibru 120 mm i 4 wyrzutnie torped.

## Historia powstania
Przyczyną powstania niszczycieli typu Tribal było wejście na świecie do służby dużych niszczycieli, przewyższających brytyjskie standardowe niszczyciele grupy typów A – I (wyporność standardowa 1350–1400 t, uzbrojenie w 4 działa kalibru 120 mm i 8-10 wyrzutni torped). Dotychczasowa doktryna brytyjska zakładała posiadanie licznych tańszych niszczycieli średniej wielkości, o przeciętnym uzbrojeniu i prędkości, wychodząc z założenia, że niszczyciele będą działać zespołowo, w razie potrzeby wspierane przez krążowniki, a prędkość przewyższająca 32 węzły i tak rzadko może być wykorzystywana w praktyce z uwagi na stan morza i efektywność użycia uzbrojenia. Obawy brytyjskie wywoływały jednak zwłaszcza silne japońskie niszczyciele począwszy od typu Fubuki (1680 t, 6 dział 127 mm, 9 wyrzutni torped). Dlatego Sztab Morski Admiralicji zlecił w listopadzie 1934 roku Dyrektorowi Konstrukcji Okrętowych (ang. Director of Naval Construction, DNC) zaprojektowanie serii niszczycieli przewyższających okręty potencjalnego przeciwnika, określanych początkowo jako lidery typu V (V leader). Nacisk położono w nich na siłę artylerii, kosztem zredukowanego uzbrojenia torpedowego i przeciwpodwodnego. Po analizach, wystarczającą prędkość określono na 36 węzłów. Wyporność standardową okrętów ograniczono do 1850 t – limitu dla dużych niszczycieli (liderów) nałożonego przez traktat londyński z 1930 (mimo że traktat ten wygasał z końcem 1936 roku). Początkowo zakładano uzbrojenie ich w aż 10 dział 120 mm, w pięciu podwójnych stanowiskach, z piątym stanowiskiem (Q) między kominami (na etapie założeń planowano umieścić trzy podwójne stanowiska piętrowo na dziobie, co jednak pociągałoby za sobą zbyt wysoką sylwetkę). Zrezygnowano natomiast z wprowadzenia dział większego kalibru z uwagi na ich niższą szybkostrzelność, po testach armat kalibru 130 mm. W marcu 1935 roku przedstawiono pięć wariantów projektu, w tym trzy z 10 działami i dwa z 8 działami, a w czerwcu projekt poprawiony z 10 działami. Podczas dalszych prac zdecydowano jednak ograniczyć liczbę dział do 8, wzmacniając za to znacząco uzbrojenie przeciwlotnicze przez zastosowanie sprzężonych działek automatycznych 40 mm (pom-pom). Pierwszy Lord Morski zaakceptował projekt z dwoma poczwórnymi stanowiskami działek 40 mm, lecz ostatecznie Rada Admiralicji zrezygnowała z zastosowania drugiego stanowiska między kominami z uwagi na ciężar i ograniczone pole ostrzału. Zmodyfikowany projekt zatwierdzono do listopada 1935. Wyporność standardowa miała wynosić 1854 tony, a dla okrętów przewidzianych jako okręty flagowe flotylli – 1857 ton.
10 marca 1936 roku zamówiono pierwsze siedem okrętów, w ramach programu finansowego z 1935 roku, po czym już w czerwcu zamówiono dalsze dziewięć, w ramach programu z 1936 roku. Budowę zlecano parami, ośmiu stoczniom brytyjskim, wybranym w przetargu. Otrzymały one nazwy od wojowniczych plemion i ludów, głównie zamieszkujących kolonie brytyjskie (Afridi, Gurkhowie, Maorysi, Mohawkowie, Nubijczycy, Zulusi, Aszanti, Beduini, Eskimosi, Mashona, Matabele, Pendżabczycy, Sikhowie, Somalowie), a ponadto  Kozaków („Cossack”) i Tatarów („Tartar”), stąd cały typ nazwany został Tribal (ang. „plemienny”), po wcześniejszym typie niszczycieli Tribal z okresu sprzed I wojny światowej. Część nazw powtarzała nazwy niszczycieli pierwszego typu Tribal.
Stępkę pod budowę dwóch pierwszych niszczycieli HMS „Afridi” i „Cossack” położono 9 czerwca 1936 roku w stoczni Vickers-Armstrongs, wodowano je także jako pierwsze 8 czerwca 1937 roku. Jako pierwszy do służby wszedł „Afridi” 3 maja 1938 roku, pozostałe okręty ukończono do marca 1939 roku. Cena okrętów wynosiła  ok. 341 000 funtów szt. bez dostarczanego przez Admiralicję uzbrojenia i wyposażenia łączności. Koszt budowy wynosił w całości ok. 545 268 funtów. Czas budowy poszczególnych okrętów zajmował od 23 („Afridi”) do 31,5 miesięcy, z tego 11–16 miesięcy kadłub. Opóźnienia w wyposażaniu spowodował początkowy brak nowych dział 120 mm. Admiralicja zamierzała uczynić „Zulu” okrętem prototypowym typu, lecz opóźnienie spowodowane strajkiem w stoczni spowodowało, że jako okręt prototypowy wybrano „Afridi”, który jako pierwszy otrzymał uzbrojenie i przeprowadzono na nim pełne próby.
Niszczyciele typu Tribal zamówiły następnie także dominia brytyjskie – Australia i Kanada. Ich nazwy podążały za wzorem brytyjskim, odzwierciedlając rdzenne ludy Kanady i plemiona Aborygenów. Australia zamówiła dwa okręty 24 stycznia 1939 roku, po czym dalsze cztery 20 grudnia 1939 roku. Kadłuby budowane były na miejscu w stoczni w Sydney, niemającej dotąd doświadczenia w budowie tak zaawansowanych jednostek. Budowa ich przeciągała się, między innymi na skutek konieczności dostaw ich maszyn i wyposażenia z Wielkiej Brytanii, i dwa z nich weszły do służby w 1942, a trzeci dopiero w 1945 roku (początkowo nazwany „Kurnai”, w 1944 przemianowany na HMAS „Bataan”, od bitwy, jako jedyny nie nosząc nazwy ludu). Zrezygnowano natomiast z budowy dalszych trzech okrętów. Kanada zamówiła dwa okręty 5 kwietnia 1940, a dalsze dwa w kwietniu 1941 roku, wszystkie w brytyjskiej stoczni Vickers-Armstrong (kanadyjski przemysł stoczniowy również nie miał wystarczającego doświadczenia, natomiast masowo budował w tym czasie dla marynarki brytyjskiej mniejsze okręty eskortowe). W konstrukcji ich wprowadzono pewne ulepszenia, wynikające z dotychczasowej służby, w tym podwyższono stanowisko działek przeciwlotniczych 40 mm, zamieniając je z platformą reflektora. Cztery kanadyjskie okręty, budowane w Wielkiej Brytanii, weszły do służby w latach 1942−1943. Kanada zamówiła poza tym budowę dalszych czterech okrętów – wraz z maszynami, we własnej stoczni w Halifaksie, lecz weszły one do służby już po wojnie (przy tym, z uwagi na brak doświadczenia stoczni, budowa okazała się wyjątkowo kosztowna i długotrwała – od 40 do 50 miesięcy).

## Okręty
Daty dotyczące budowy i służby niszczycieli:
| Nazwa (nr taktyczny)        | położenie stępki, stocznia | wodowanie         | wejście do służby | los                         |
| Okręty brytyjskie           | Okręty brytyjskie          | Okręty brytyjskie | Okręty brytyjskie | Okręty brytyjskie           |
| Program z 1935              | Program z 1935             | Program z 1935    | Program z 1935    | Program z 1935              |
| --------------------------- | -------------------------- | ----------------- | ----------------- | --------------------------- |
| Afridi (F07)                | 09. 06. 1936, Vickers      | 08. 06. 1937      | 03. 05. 1938      | zatopiony 3. 05. 1940       |
| Cossack (F03)               | 09. 06. 1936, Vickers      | 08. 06. 1937      | 07. 06. 1938      | zatopiony 27. 10. 1941      |
| Gurkha (F20)                | 06. 07. 1936, Fairfield    | 07. 07. 1937      | 21. 10. 1938      | zatopiony 9. 04. 1940       |
| Maori (F24)                 | 06. 07. 1936, Fairfield    | 02. 09. 1937      | 02. 01. 1939      | zatopiony 12. 02. 1942      |
| Mohawk (F31)                | 16. 07. 1936, Thornycroft  | 15. 10. 1937      | 07. 09. 1938      | zatopiony 16. 04. 1941      |
| Nubian (F36)                | 10. 08. 1936, Thornycroft  | 21. 12. 1937      | 06. 12. 1938      | wycofany 11. 06. 1949       |
| Zulu (F18)                  | 10. 08. 1936, Stephens     | 23. 09. 1937      | 07. 09. 1938      | zatopiony 14. 09. 1942      |
| Program z 1936              |                            |                   |                   |                             |
| Ashanti (F51)               | 23. 11. 1936, Denny        | 05. 11. 1937      | 21. 12. 1938      | wycofany 12. 04. 1949       |
| Bedouin (F67)               | 13. 01. 1937, Denny        | 21. 12. 1937      | 15. 03. 1939      | zatopiony 15. 06. 1942      |
| Eskimo (F75)                | 05. 08. 1936, Parsons      | 03. 09. 1937      | 30. 12. 1938      | wycofany 27. 06. 1949       |
| Mashona (F59)               | 05. 08. 1936, Parsons      | 03. 09. 1937      | 28. 03. 1939      | zatopiony 28. 04. 1941      |
| Matabele (F26)              | 01. 10. 1936, Scotts       | 06. 10. 1937      | 25. 01. 1939      | zatopiony 17. 01. 1942      |
| Punjabi (F21)               | 01. 10. 1936, Scotts       | 18. 12. 1937      | 29. 03. 1939      | zatonął 1. 05. 1942         |
| Sikh (F82)                  | 24. 09. 1936, Stephens     | 17. 12. 1937      | 12. 10. 1938      | zatopiony 14. 09. 1942      |
| Somali (F33)                | 26. 08. 1936, Swan Hunter  | 24. 08. 1937      | 12. 12. 1938      | zatopiony 24. 09. 1942      |
| Tartar (F43)                | 26. 08. 1936, Swan Hunter  | 21. 10. 1937      | 10. 03. 1939      | wycofany 6. 1. 1948         |
| Okręty kanadyjskie          |                            |                   |                   |                             |
| Athabaskan (G07)            | 31. 10. 1940, Vickers      | 18. 11. 1941      | 03. 02. 1943      | zatopiony 29. 4. 1944       |
| Haida (G63)                 | 29. 09. 1941, Vickers      | 25. 08. 1942      | 18. 09. 1943      | wycofany 1964, okręt-muzeum |
| Huron (G24)                 | 15. 07. 1941, Vickers      | 25. 06. 1942      | 28. 07. 1943      | wycofany 1965               |
| Iroquois (G89)              | 19. 09. 1940, Vickers      | 23. 09. 1941      | 10. 12. 1942      | wycofany 1966               |
| Micmac (R10)                | 20. 05. 1942, Halifax      | 18. 09. 1943      | 14. 09. 1945      | wycofany 1964               |
| Nootka (R96)                | 20. 05. 1942, Halifax      | 26. 04. 1944      | 09. 08. 1946      | wycofany 1964               |
| Cayuga (R04)                | 07. 10. 1943, Halifax      | 28. 07. 1945      | 20. 10. 1947      | wycofany 1964               |
| Athabaskan (II) (R79)       | 15. 05. 1944, Halifax      | 04. 05. 1946      | 20. 02. 1948      | wycofany 1969               |
| Okręty australijskie        |                            |                   |                   |                             |
| Arunta (I30, D5, D-130)     | 15. 11. 1939, Cockatoo     | 30. 11. 1940      | 30. 03. 1942      | wycofany 1969               |
| Warramunga (I44, D18, D-10) | 10. 02. 1940, Cockatoo     | 06. 02. 1942      | 23. 11. 1942      | wycofany 1963               |
| Bataan (I91, D9, D-191)     | 18. 02. 1942, Cockatoo     | 15. 01. 1944      | 25. 05. 1945      | wycofany 1958               |

Stocznie:

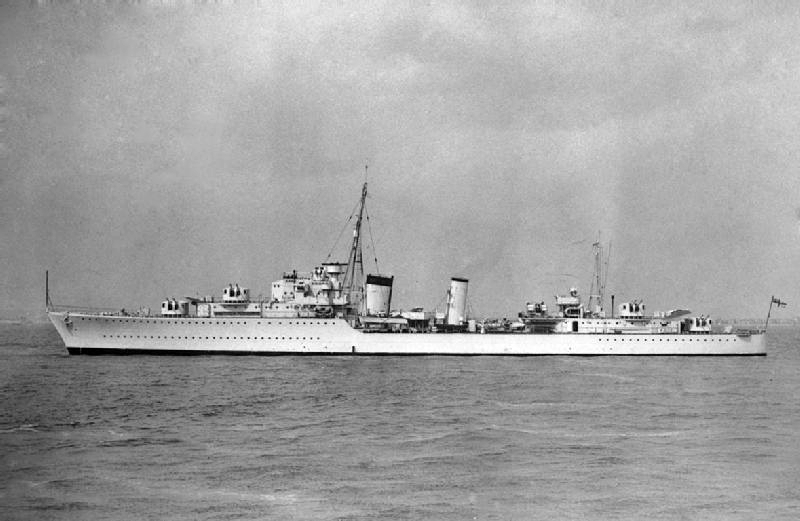
HMS „Afridi” przed wojną

- Vickers-Armstrongs w Newcastle upon Tyne (maszyny dostarczał Vickers-Armstrongs w Barrow-in-Furness)
- William Denny & Bros w Dumbarton,
- Fairfield Shipbuilding and Engineering Company w Govan,
- Parsons w Wallsend (kadłuby wykonywał Vickers Armstrong),
- Scotts Shipbuilding w Greenock,
- Thornycroft(inne języki) w Woolston,
- Alex Stephens w Govan (Stephens),
- Swan Hunter w Wallsend,
- Halifax Shipyards w Halifaksie (maszyny dostarczał John Inglis & Co w Halifaksie),
- Cockatoo Island Dockyard w Sydney.

„Afridi”, „Cossack”, „Somali” i „Tartar” były wyposażone w dodatkowe pomieszczenia sztabowe, jako okręty flagowe flotylli. Część okrętów nosiła na początku dwucyfrowe numery taktyczne poprzedzone literą L, zmienioną pod koniec grudnia 1938 roku na F, a w maju 1940 roku na takie same numery z literą G.

## Opis

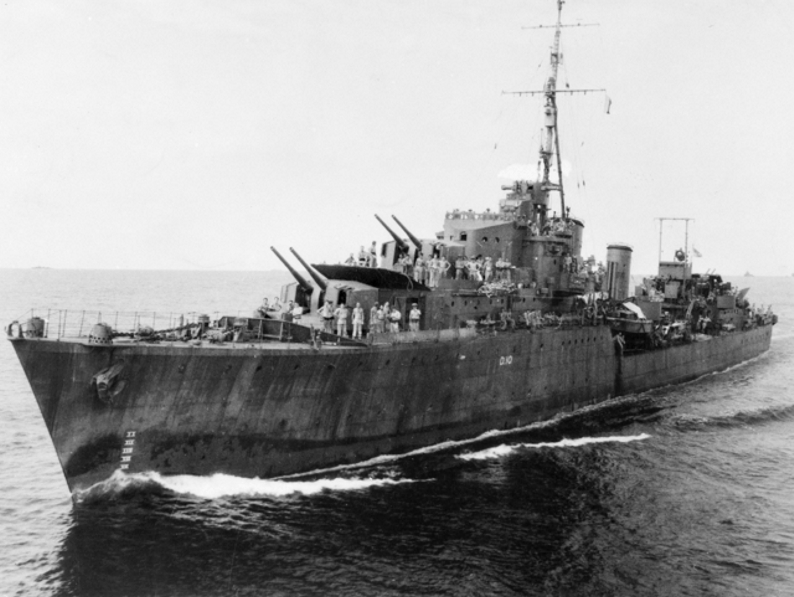
Efektowne ujęcie dział dziobowych HMAS „Warramunga”, 1944

### Kadłub i opis ogólny
Niszczyciele typu Tribal miały architekturę typową dla niszczycieli, z podniesionym pokładem dziobowym na ok. 40% długości kadłuba, lekko wznoszącym się ku dziobowi. Stanowiły one pod względem konstrukcji ewolucję wcześniejszych brytyjskich projektów, zwłaszcza typów G/H/I, i etap przejściowy do niszczycieli nowszych typów. Dziób był półkliprowy – lekko łukowo wydłużony, co wprowadzono dla zmniejszenia zabryzgiwania dział na dziobie na późnym etapie projektowania w miejsce tradycyjnej prostej dziobnicy. Rufa była zaokrąglona w rzucie z góry, typowo dla brytyjskich niszczycieli. Stanowiska dział były umieszczone na pokładzie dziobowym i rufowym oraz piętrze nadbudówki dziobowej i rufowej, w superpozycji. Niska nadbudówka dziobowa, z zakrytą sterówką i odkrytym mostkiem nad nią, miała najnowszą wówczas formę wprowadzoną na niszczycielu „Hero”, która stała się charakterystyczna dla kolejnych brytyjskich typów niszczycieli, z klinowo zwężającą się przednią ścianą, ściętą u góry. Warto zaznaczyć, że mostek i działa dziobowe były na niszczycielach typu Tribal najbardziej odsunięte w tył względem długości okrętu ze wszystkich typów niszczycieli i brytyjskich okresu II wojny światowej – stanowisko dział A na 17% długości, a mostek na 34% długości. Dzięki temu i udanym liniom kadłuba w części dziobowej, okręty miały bardzo dobrą dzielność morską, a ich mostek podczas marszu był mało zabryzgiwany przez wodę. Na dachu nadbudówki była umieszczona wieża punktu kierowania ogniem artylerii DCT i za nią stanowisko dalmierza głównego. Za nadbudówką był główny maszt trójnożny i uskok pokładu dziobowego. Dalej, na pokładzie górnym znajdowały się dwa pochyłe kominy, o przekroju kroplowym (drugi węższy) – przedzielone małą pokładówką, kryjącą wentylatory kotłowni i niosącą platformę przeciwlotniczych karabinów maszynowych. Były to zarazem ostatnie brytyjskie niszczyciele dwukominowe, jak w poprzednich typach (wszystkie kolejne brytyjskie niszczyciele wojennej budowy były jednokominowe). Dalej na pokładzie umieszczony był aparat torpedowy, a za nim stosunkowo długa nadbudówka rufowa, ze stanowiskiem działek 40 mm w przedniej części i artylerii głównej (potem uniwersalnej) w części rufowej. Pomiędzy stanowiskami dział na nadbudówce rufowej znajdowała się podwyższona platforma reflektora i początkowo za nią maszt rufowy (potem likwidowany).
Długość całkowita okrętów wynosiła 114,9 m, na linii wodnej: 111,19 m, a szerokość: 11,12 m. Zanurzenie przy wyporności standardowej sięgało 2,75 m, a przy pełnej 3,96 m, natomiast w toku wojny zwiększało się do 4,1 m. Okręty miały projektową wyporność standardową: 1854 ts (ton angielskich), natomiast faktyczną po zbudowaniu – 1959 ts. Wyporność pełna sięgała po wejściu do służby 2519 ts. W tym, ciężar kadłuba wynosił 910 ts, siłowni 585 ts, a uzbrojenia 279 ts.
Pod względem konstrukcji, kadłub wykonany był w tradycyjnym poprzecznym układzie wiązań. Okazało się to ujemną cechą, gdyż z uwagi na zwiększoną długość i oszczędności na masie, miał on mniejszą wytrzymałość i od pływania po wzburzonym morzu pojawiały się pęknięcia. Spowodowało to konieczność wzmocnienia kadłubów dodatkowymi pasami stali podczas wojny. Według niektórych autorów, być może lżejsza konstrukcja Tribali była zainspirowana wcześniejszym projektem dużych niszczycieli typu Grom zaprojektowanych dla Polski przez stocznię J.S. White. Odstęp między wręgami wynosił w części dziobowej 53,4 cm, a na odcinku od kotłowni do rufy – 61 cm. Na całej długości kadłuba było dno podwójne. Burty na śródokręciu miały niewielkie pochylenie dośrodkowe. Dla zwiększenia wytrzymałości, w odróżnieniu od wcześniejszych niszczycieli płyty poszycia były mocowane na zakładkę, a nie na styk. Okręty miały na śródokręciu trzy kotłownie i za nimi jedną maszynownię, w układzie liniowym. Typowo dla niszczycieli, okręty miały tylko jeden ciągły pokład na całą długość – górny, a ponadto krótsze pokłady dolne (platformy) poza pomieszczeniami siłowni, zajmującymi całą wysokość kadłuba. Kadłub dzielił się 15 poprzecznymi grodziami na 16 przedziałów wodoszczelnych, przy czym cztery grodzie sięgały do pokładu dziobowego, a pozostałe do pokładu górnego. Ponadto kadłub miał sześć niższych grodzi sięgających do dolnego pokładu. Okręty miały stępki przechyłowe.

### Uzbrojenie

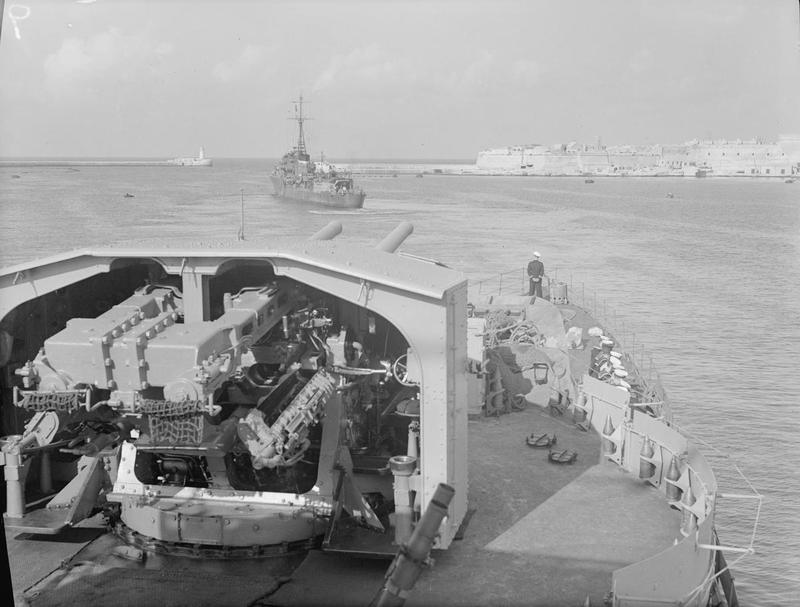
Dziobowe stanowisko CP Mk XIX dział 120 mm na „Nubian” od tyłu. Na pierwszym planie masywne przeciwciężary, w głębi widoczny otwarty zamek i korytko ładownicze.

Główną cechą niszczycieli typu Tribal było wyjątkowo silne uzbrojenie artyleryjskie, składające się z 8 dział kalibru 120 mm na podwójnych podstawach, osłoniętych maskami (zdecydowana większość okrętów tej klasy na świecie miała nie więcej, niż 6 dział głównego kalibru). Długość lufy wynosiła 5400 mm – 45 kalibrów (L/45). Donośność maksymalna sięgała 15 520 m, kąt podniesienia wynosił od -10° do +40°, a  masa pocisku 22,68 kg. Podstawa CP Mk XIX była obracana i działa były podnoszone hydraulicznie, z prędkością do 10°/s (po raz pierwszy wśród brytyjskich niszczycieli). Masa podstawy wynosiła 25,9 t, w tym 2,6 t ważyła maska. Odstęp między lufami wynosił 965 mm. Same działa Mk XII były również udanej konstrukcji, cechujące się wysoką szybkostrzelnością praktyczną do 10 strz/min i dobrą żywotnością luf (1400 strzałów). Przy dobrym wyszkoleniu, możliwa była maksymalna szybkostrzelność do 12 strzałów dla każdego działa. Działa były półautomatyczne, z łuską wyrzucaną po strzale i zamkiem zamykanym automatycznie przy pomocy sprężyny po załadowaniu. Naboje były rozdzielnego ładowania, w celu ułatwienia ręcznego ładowania przez zmniejszenie ciężaru amunicji, a dosyłane były hydraulicznie, po ułożeniu na korytku ładowniczym. Masa pocisków wystrzeliwanych przez okręt w ciągu minuty (minutowa salwa burtowa) wynosiła pierwotnie aż 1816 kg, przewyższając francuskie wielkie niszczyciele typów 2400-tonowych (1212 kg) i Le Fantasque (1616 kg), japońskie Fubuki (831 kg) i włoskie Navigatori (735 kg). Działa naprowadzane były według danych systemu kierowania ogniem, lecz możliwe było też lokalne naprowadzanie za pomocą celowników. Zakładano możliwość wykorzystywania tych dział jako przeciwlotniczych na większych odległościach, przy maksymalnym kącie podniesienia, lecz nie było to praktyczne – możliwe jedynie przeciw nisko lecącym celom, a przeciwko samolotom na dużych wysokościach można było oddać w praktyce 2–3 salwy. Zapas amunicji wynosił 200 pocisków półpancernych na działo oraz 50 burzących z zapalnikiem czasowym do strzelania przeciwlotniczego i 50 oświetlających na okręt (pod koniec wojny udział pocisków burzących w jednostce ognia wzrósł do około połowy). Przy działach były też parki na amunicję podręczną.

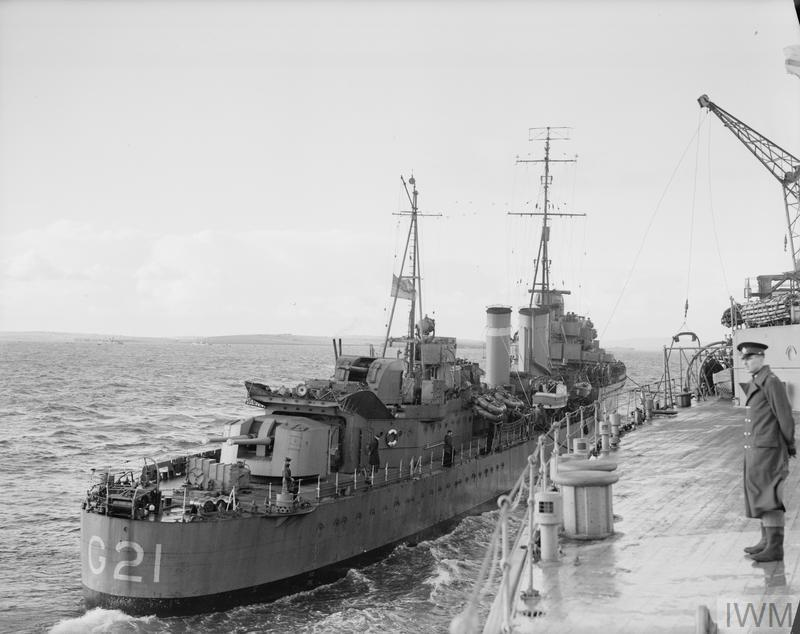
HMS „Punjabi” od rufy po przezbrojeniu – widoczne stanowiska dział 120 mm „Y” i 102 mm „X”

Konsekwencją skupienia się na artylerii było słabsze uzbrojenie torpedowe, składające się z jednego poczwórnego aparatu torpedowego QR Mk IX kalibru 533 mm, lecz po raz pierwszy w brytyjskiej praktyce zastosowano aparaty obracane mechanicznie (hydraulicznie). Przyspieszało to obrót ich do pozycji bojowej (90° na burtę), lecz w kolejnych seriach niszczycieli powrócono mimo to do naprowadzania ręcznego (aż do typów Ch, Co i Cr). Okręty przenosiły w wyrzutni 4 torpedy parogazowe Mk IX (bez torped zapasowych), o masie materiału wybuchowego 340 kg trotylu. Osiągały one zasięg 12 350 m z prędkością 30 w lub 9600 m z prędkością 36 w. Wprowadzone później torpedy Mk IX* miały zasięg ok. 450 m większy. Wyrzutnie torped później modyfikowano do wersji QR Mk IX* z ulepszonymi napędami, a na okrętach budowanych w Kanadzie zastosowano QR Mk IX** z napędami elektrycznymi.
Słabsze niż na poprzednikach było również uzbrojenie przeciwpodwodne, składające się z jednej zrzutni bomb głębinowych o małej pojemności (3 bomby) i dwóch miotaczy Thornycroft Mk II (nietypowo umieszczonych początkowo na nadbudówce rufowej, zamiast na pokładzie rufowym). Typowe bomby głębinowe typu D Mk VII miały masę 191 kg, w tym 132 kg materiału wybuchowego. Miotacz zapewniał wyrzucenie bomby na odległość do 37 m. Zapas bomb wynosił 20, przy tym w toku wojny zwiększono go do 30, a ostatecznie do 46. Okręty posiadały przy tym dość skuteczny hydrolokator (Asdic typ 144). Antena hydrolokatora była opuszczana pod częścią dziobową okrętu.

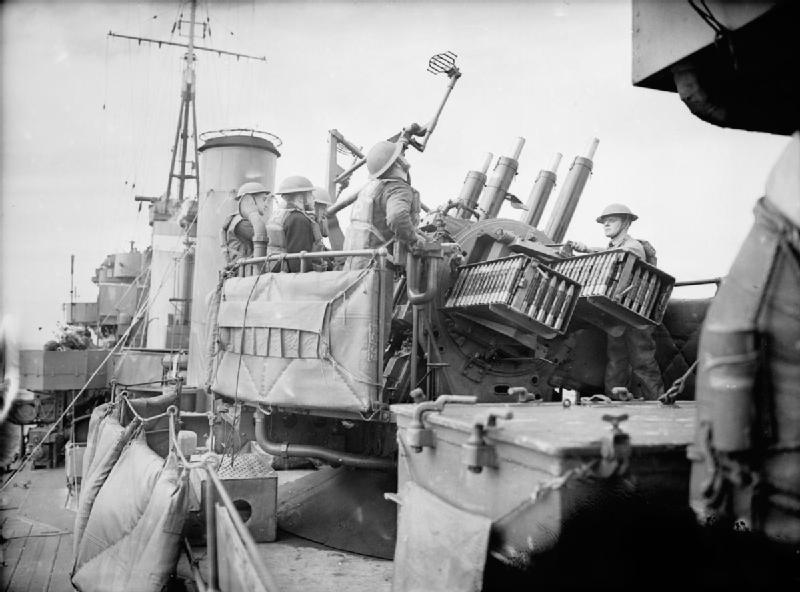
Działko plot. 40 mm Mk VIII na „Zulu”

Okręty dysponowały stosunkowo silnym – jak na standardy przedwojenne – małokalibrowym uzbrojeniem przeciwlotniczym, służącym do zwalczania nisko lecących samolotów. Jako pierwsze brytyjskie niszczyciele otrzymały nowe poczwórne działko automatyczne Vickers 40 mm Mk VIII pom-pom (na nadbudówce rufowej za śródokręciem), ponadto miały dwa poczwórne wielkokalibrowe karabiny maszynowe Vickersa na burtach, na skrzydłach platformy między kominami. Działko 40 mm Mk VIII na poczwórnej podstawie Mk VII miało długość luf: L/39, donośność maksymalną w poziomie 4572 m, a w pionie 3960 m i strzelało pociskami o masie 0,91 kg z prędkością początkową 585 m/s. Kąt podniesienia wynosił od -10° do +80°. Stanowisko ważyło 10 ton i było naprowadzane mechanicznie. Szybkostrzelność praktyczna wynosiła do 98 strzałów na minutę na lufę. Zapas amunicji 40 mm był wysoki i wynosił 14 400 nabojów. Poczwórne wkm-y  Vickersa kalibru 12,7 mm Mk III były standardową bronią tego typu na wcześniejszych typach niszczycieli, lecz były już przestarzałe i mało skuteczne. Maksymalna donośność w poziomie wynosiła 1500 m, w pionie 914 m. Zapas amunicji wynosił 10 000. Ponadto, okręty przenosiły cztery lekkie karabiny maszynowe Lewis 7,69 mm, które mogły być mocowane na podstawach przeciwlotniczych.

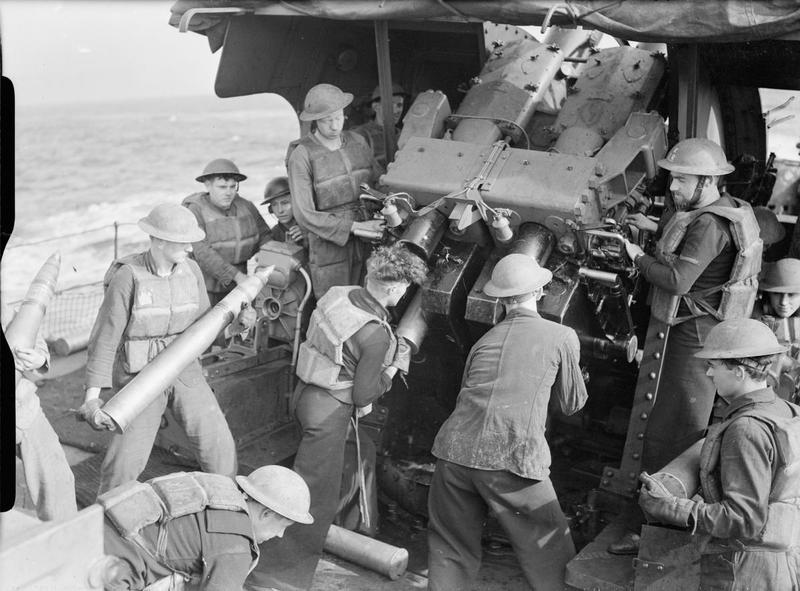
Stanowisko dział 102 mm Mk XVI na HMS „Zulu”

Po wybuchu wojny parametry uzbrojenia przeciwlotniczego stały się niewystarczające, w szczególności umiarkowany kąt podniesienia dział artylerii głównej i mały zasięg działek 40 mm sprawiały, że okręty były bezbronne wobec samolotów podlatujących na dużym pułapie na odległość zrzutu bomb. Wobec tego, od połowy 1940 roku zaczęto zastępować trzecią, rufową podstawę „X” z dwoma działami 120 mm przez dwa działa uniwersalne 102 mm Mk XVI na podwójnej podstawie Mk XIX, skuteczne także przeciw celom nawodnym. Szybkostrzelność dział 102 mm wynosiła do 20 strz/min, kąt podniesienia luf od -10° do +85°. Jako ostatni (poza okrętami zatopionymi do tej pory) działa te otrzymał „Nubian”, pod koniec 1941 roku. Ponadto, od połowy 1941 wprowadzano nowe automatyczne działka plot 20 mm Oerlikon: początkowo dwa pojedyncze na skrzydłach mostka. Niektóre okręty 4. Flotylli zamiast nich otrzymały przejściowo dwa pojedyncze działka 40 mm pom-pom. W miarę dostępności działek 20 mm, od połowy 1942 dodawano dwa działka na nadbudówce rufowej, a następnie dwa działka w miejsce mało skutecznych wkm-ów 12,7 mm, zwiększając ich liczbę do sześciu. Okręty australijskie i kanadyjskie weszły do służby już z tymi ulepszeniami uzbrojenia. Przy tym, kanadyjskie okręty miały lepsze, wyższe umieszczenie działek 40 mm, zamiast platformy reflektora ponad nadbudówką rufową. Na przełomie 1943/44 działka pojedyncze zastąpiono podwójnie sprzężonymi stanowiskami działek 20 mm Mk V. Niektóre okręty różniły się konfiguracją lekkiego uzbrojenia, np. mieszanym zestawem pojedynczych i podwójnych działek, a „Nubian” i australijskie okręty w 1945 otrzymały pojedyncze działka 40 mm Boforsa.

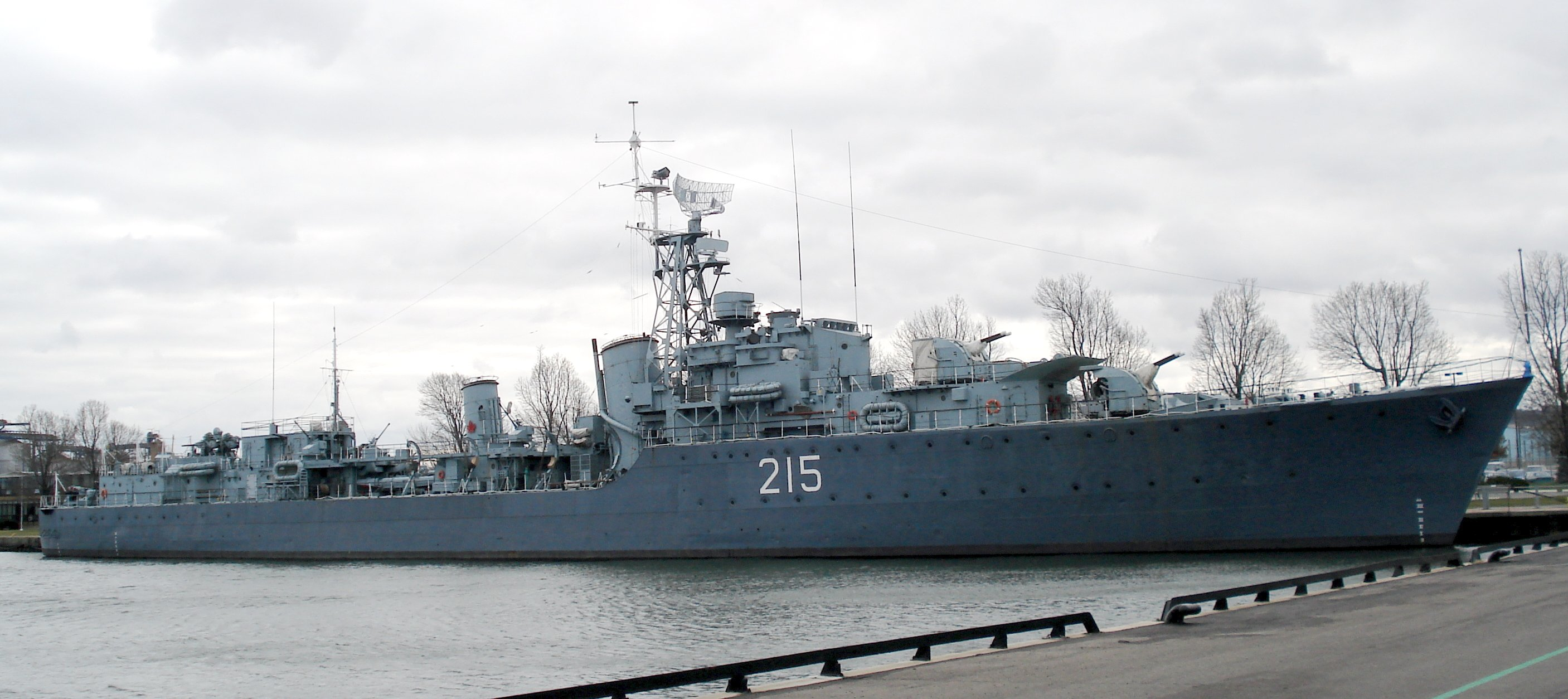
HMCS „Haida” po modernizacjach powojennych, jako okręt-muzeum

### Wyposażenie i zmiany
Do kierowania ogniem służył dalocelownik DCT Mk I (Director Control Tower), ze stabilizowanym celownikiem typu H, umieszczony w obrotowej wieży na nadbudówce dziobowej. Typowo dla brytyjskich niszczycieli, osobno na nadbudówce za wieżą dalocelownika znajdowała się platforma dalmierza o bazie 3,6 m.  Po raz pierwszy jednak dodano do dalmierza funkcję stanowiska kierowania ogniem przeciwlotniczym (Rangefinder Director Mk II), dzięki czemu przy strzelaniu przeciwlotniczym służył jako dalocelownik. Szybko był on zastępowany przez ulepszony model Mk II(W) z szybą ochronną Dalocelownik DCT obsadzony był przez załogę 5–6 osób, a dalmierz – 2–4 osoby. Dane do strzelania dla artylerii głównej były wypracowywane przez mechaniczny przelicznik artyleryjski (Admiralty Firing Clock) i transmitowane elektrycznie do celowniczych dział. Przelicznik przeciwlotniczy (Fuze Keeping Clock) wypracowywał z kolei nastawy zapalników czasowych do strzelania przeciwlotniczego. System ten był skuteczny wobec samolotów lecących ze stałym kursem z prędkością do 250 węzłów (463 km/h).
Oprócz opisanych modernizacji uzbrojenia, prowadzono inne modernizacje. W latach 1940–41 demontowano rufowy maszt oraz obniżano drugi komin o 1,2 m w celu polepszenia pola ostrzału pom-pomów. Od połowy 1940 roku montowano na okrętach radary różnych typów. Początkowo były to radary dozoru ogólnego Type 286M z nieruchomą anteną na maszcie, a od początku 1941 roku Type 286P z obrotową anteną, zastępowane do 1942/43 roku na ocalałych okrętach nowszymi Type 291, z anteną w formie litery „X”. Od połowy 1941 montowano też radary kierowania ogniem przeciwlotniczym Type 285, nad zmodyfikowanym stanowiskiem dalmierza Mk II(W). Modernizacja ta przeciągnęła się do 1944 roku (w przypadku ostatniego „Nubiana”). Od połowy 1942 roku pięć niszczycieli otrzymywało też radionamiernik HF/DF HM.3, z anteną na mocowaną na miejscu masztu rufowego.
Na przełomie 1943/44 roku na ocalałych czterech brytyjskich oraz kanadyjskich Tribalach zastosowano kratownicowe maszty i nowsze radary decymetrowe wykrywania celów nawodnych Type 293. Australijskie Tribale z kolei otrzymały amerykańskie radary wykrywania nawodnego SG i powietrznego SK. Znaczne modernizacje, głównie uzbrojenia i wyposażenia, przeszły okręty australijskie i kanadyjskie po wojnie.

### Napęd
Okręty napędzane były przez dwa zespoły turbin parowych systemu Parsonsa, składające się z turbin wysokiego i niskiego ciśnienia (w tym stopień biegu wstecznego), z jednostopniowymi reduktorami. Turbiny znajdowały się we wspólnej maszynowni, lecz reduktory były w osobnym przedziale wodoszczelnym. Turbiny poruszały dwie  trzyłopatowe śruby o średnicy 3120 mm. Parę dostarczyły trzy standardowe dla marynarki brytyjskiej trójwalczakowe kotły parowe wodnorurkowe typu Admiralicji z przegrzewaczami, o ciśnieniu roboczym 21,2 at. Spaliny z kotłowni były odprowadzane przez dwa kominy (pierwszy szerszy komin – z dwóch kotłów). Moc projektowa siłowni wynosiła 44 000 KM przy 350 obr./min. Prędkość projektowa wynosiła 36 węzłów przy niepełnym obciążeniu, a 32,5 węzła przy pełnej wyporności.
Na wszystkich okrętach brytyjskich przekroczono moc projektową, a pięć z nich przekroczyło na próbach 45 000 KM (najwięcej „Maori”: 46 006 KM). Na próbach najszybsze były „Bedoiun” i „Ashanti” – 37,45 w i 37,38 w (oba produkcji stoczni Denny). W praktyce podczas służby okręty nie przekraczały prędkości 34 węzły. Maksymalna prędkość wstecz wynosiła 15 w, ale wiązała się z zalewaniem pokładu rufowego. Zapas paliwa wynosił 524 t mazutu. Zasięg sięgał 5700 mil morskich przy prędkości 15 w, 3200 mil morskich przy 20 w lub 1200 mil morskich przy prędkości maksymalnej. Okręty australijskie i kanadyjskie miały zmniejszony zapas paliwa 505 ton z uwagi na zwiększenie balastu, dla poprawienia stateczności. Okręty miały generatory elektryczne o łącznej mocy 190 kW.

### Ocena
Niszczyciele typu Tribal były ogólnie udanymi okrętami, pomimo tego, że zdaniem niektórych autorów, błędne było podstawowe założenie ich projektu – potrzeba silnego uzbrojenia artyleryjskiego do walki z celami nawodnymi. Stanowiło ono odejście od tradycyjnego brytyjskiego nacisku na posiadanie większej liczby tańszych okrętów, o zbalansowanych charakterystykach, lecz silnym uzbrojeniu torpedowym. Silna artyleria Tribali nie spełniła pokładanych nadziei i w jedynej bitwie pod Narvikiem, w której walczyły w pierwotnej postaci, nie wykazały one zdecydowanej przewagi nad innymi niszczycielami. Za główną ich wadę uważano przed wojną wysoki koszt (ok. 80 tys. funtów więcej od niszczycieli typu J, nie licząc uzbrojenia). Kierując się względami ekonomicznymi, Brytyjczycy nie budowali już niszczycieli o takiej silnej artylerii, a kolejne typy dużych niszczycieli J/K/N i L/M były nieco mniejsze i miały bardziej zrównoważone uzbrojenie, z 6 działami 120 mm i 8-10 wyrzutniami torpedowymi. Mimo to, dzięki większym rozmiarom, niszczyciele typu Tribal miały większy zapas wyporności na modernizacje, zwłaszcza zwiększanie potrzebnego podczas wojny uzbrojenia przeciwlotniczego. W toku wojny połowa wyrzutni torpedowych była na nowych typach niszczycieli demontowana dla instalacji pojedynczego działa przeciwlotniczego 102 mm, i w konsekwencji modernizowane Tribale nie ustępowały im uzbrojeniem torpedowym, natomiast przewyższały artylerią uniwersalną z dwóch dział tego kalibru. W konsekwencji, budowa większych niszczycieli w postaci Tribali oceniana jest jako „właściwy krok z błędnych powodów”. W dodatku, okręty typu J/K/N okazały się w budowie nieco droższe, a typu L/M – dużo droższe od Tribali. Zaletą Tribali była też bardzo dobra dzielność morska. Zalewanie przez wodę mostka i dział dziobowych było w nich mniejsze niż w niszczycielach późniejszych typów, aż do zastosowania podobnych linii dziobu w typie S. Główną zaletą nowszych niszczycieli była natomiast bardziej wytrzymała konstrukcja kadłuba, oparta na podłużnym układzie wiązań w miejsce klasycznego poprzecznego, mniej podatna na przełamania przy uszkodzeniach. Po pewnym okresie służby ujawniły się problemy z wytrzymałością kadłuba Tribali, mimo to nie były one nadmierne i je usuwano. Ujemną cechą zarówno Tribali jak i niszczycieli brytyjskich nowych typów w stosunku do wielu dużych niszczycieli na świecie, był prostszy liniowy układ siłowni, z jedną maszynownią, zwiększający teoretycznie ich wrażliwość na uszkodzenia bojowe. Z zastosowania układu przemiennego zrezygnowano na etapie projektowania, gdyż pociągnęłoby to za sobą nieakceptowany wzrost długości o ok. 10 m i wyporności, przekraczający limity traktatowe (kontradmirał Charles Forbes stwierdził przy tym, że zwiększenie wyporności przekształci dobry lider niszczycieli w słaby krążownik). Odpowiadało to brytyjskiej doktrynie posiadania większej liczby tańszych i mniejszych okrętów, które miały działać razem. Mimo to, konstrukcja okrętów okazała się wystarczająco odporna i nie zawsze jedno trafienie torpedą lub bombą powodowało utratę okrętu. Sprawdzona siłownia pozwalała na uzyskanie wystarczającej prędkości 35-36 węzłów i dużego zasięgu pływania, przewyższającego większość europejskich niszczycieli i wystarczającego dla wymogów służby na Pacyfiku.

## Służba okrętów – II wojna światowa

### Przed wojną
Przed wojną, brytyjskie Tribale tworzyły dwie flotylle niszczycieli w składzie po 8 okrętów: 4. Flotyllę pod dowództwem kmdra George’a Creswella wchodzącą w skład Floty Śródziemnomorskiej na Malcie („Afridi” – flagowy, „Cossack”, „Gurkha”, „Maori”, „Mohawk”, „Nubian”, „Sikh” i „Zulu”) i 6. Flotyllę pod dowództwem kmdra Greshama Nicholsona we Flocie Metropolii (Home Fleet) w Scapa Flow („Somali” – flagowy, „Ashanti”, „Mashona”, „Matabele”, „Bedouin”, „Punjabi”, „Eskimo” i „Tartar”). Pierwotnie, do kwietnia 1939, 4. i 6. Flotylla nosiły nazwę odpowiednio 1. i 2. Flotylli Niszczycieli Tribal. Przydział okrętów później był zmienny. Podczas wojny domowej w Hiszpanii, okręty Floty Śródziemnomorskiej uczestniczyły w tzw. patrolach neutralności u jej wybrzeży.
Podczas II wojny światowej, niszczyciele typu Tribal były intensywnie używane, na wszystkich teatrach działań wojennych. O intensywności ich użycia świadczy, że z 16 brytyjskich niszczycieli ocalały tylko 4. Dwa zatopiono w 1940, trzy w 1941, siedem w 1942, nadto jeden kanadyjski w 1944. Najwięcej – 6 padło ofiarą lotnictwa, 3 torped okrętów podwodnych, 2 torped okrętów nawodnych, 1 artylerii nadbrzeżnej, 1 zatonął w kolizji. Niszczyciel „Nubian” zdobył 13 wyróżnień bitewnych za akcje bojowe (mniej jedynie od pancernika „Warspite”).

### Działania na Atlantyku i Morzu Północnym 1939–1942

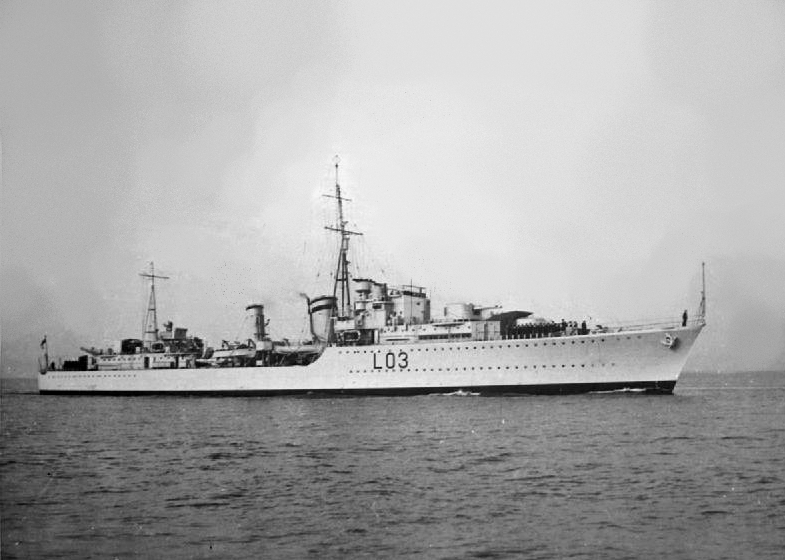
HMS „Cossack” przed wojną

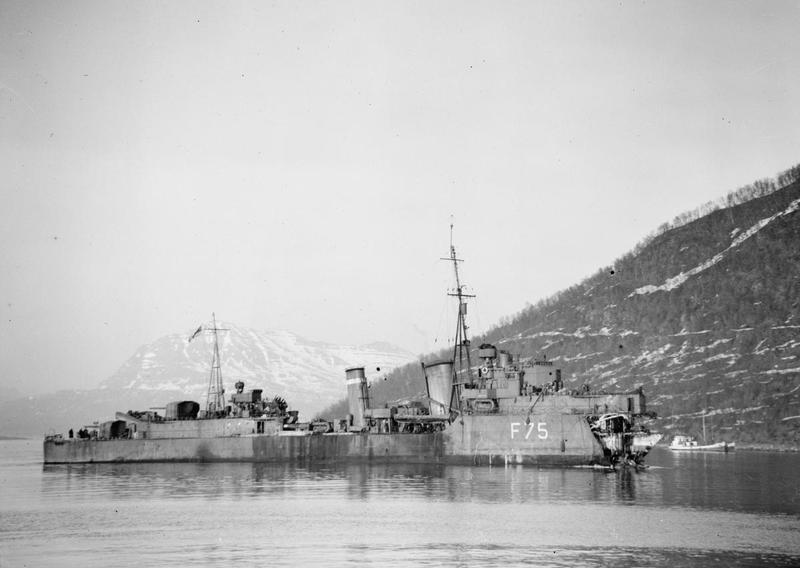
„Eskimo” uszkodzony 13 kwietnia 1940 w bitwie pod Narwikiem

Po przystąpieniu Wielkiej Brytanii do II wojny światowej, 4. Flotylla została w październiku 1939 przeniesiona do Floty Metropolii, a od 1 stycznia 1940 jej dowódcą został kmdr Philip Vian. Wszystkie okręty patrolowały następnie na Atlantyku i Morzu Północnym, biorąc udział w blokadzie Niemiec i eskorcie konwojów pomiędzy Wielką Brytanią a Norwegią. 16 października 1939 HMS „Mohawk” został uszkodzony przez niemieckie bombowce w Firth of Forth, ponosząc straty w załodze, w tym dowódcę. Najbardziej znaną akcją tego okresu było uwolnienie przez niszczyciel HMS „Cossack” 303 brytyjskich jeńców z niemieckiego okrętu zaopatrzeniowego „Altmark” na norweskich wodach terytorialnych 16 lutego 1940. 24 lutego 1940 HMS „Gurkha” jako pierwszy z Tribali zatopił okręt podwodny: U-53.
Większość niszczycieli wzięła udział w kampanii norweskiej, na początku której 9 kwietnia 1940 utracono na skutek ataku lotnictwa niemieckiego pierwszy z nich, HMS „Gurkha” (15 ofiar). 13 kwietnia 1940 cztery Tribale (HMS „Cossack”, „HMS Bedouin”, „Eskimo”, „Punjabi”) wraz z 5 innymi niszczycielami i pancernikiem HMS „Warspite”  w drugiej bitwie pod Narwikiem zatopiły lub zmusiły do samozatopienia 7 niszczycieli niemieckich, lecz wszystkie przy tym odniosły uszkodzenia, największe „Eskimo”, w którym torpeda oderwała dziób. Tribale brały udział w dalszych działaniach w Norwegii, transportując także wojska na pokładach, a następnie ewakuując je m.in. z Åndalsnes i Namsos, przy tym 3 maja 1940 zatopiony został pod Namsos przez lotnictwo niemieckie HMS „Afridi”. Wspierały też wojska naziemne w toku walk o Narwik, zwłaszcza „Zulu” i „Bedouin”. W tym czasie, Tribale brały też niewielki udział w kampanii na zachodzie Europy. Po kampanii norweskiej, niszczyciele typu Tribal działały już w mniejszych grupach.
Pod koniec 1940 i na początku 1941, Tribale aktywnie działały głównie na północnym Atlantyku i Morzu Północnym, zwalczając niemiecką żeglugę. 13/14 października niszczyciele 4. Flotylli kmdra Philipa Viana (HMS „Cossack”, „Ashanti”, „Maori” i „Sikh”) zaatakowały niemiecki konwój pod Egersund, topiąc stawiacz sieci „Genua” i transportowiec „Netze” oraz uszkadzając pomocniczy trałowiec M 1102. „Ashanti” musiał następnie udać się na 9-miesięczny remont po uszkodzeniu 17 października na skałach. 4 marca 6. Flotylla wzięła udział w rajdzie komandosów na Lofoty, gdzie zatopiono kilka małych statków (operacja Claymore – HMS „Somali”, „Eskimo”, „Tartar”, „Bedoiun” oraz HMS „Legion” i 2 transportowce). 7 maja „Somali”, a 28 czerwca „Tartar” z innymi okrętami przechwyciły w okolicy Jan Mayen niemieckie jednostki rozpoznania meteorologicznego WBS-6 „München” i WBS-2 „Lauenburg”, uzyskując materiały dla wywiadu. Pod koniec maja 1941, 4. Flotylla kmdra Viana (HMS „Cossack”, „Zulu”, „Sikh” i „Maori” oraz polski ORP „Piorun”) wzięła udział w akcji poszukiwania pancernika „Bismarck”. W nocy na 27 maja niszczyciele przeprowadziły bezskuteczne ataki torpedowe na „Bismarcka” i utrzymywały z nim kontakt, nie pozwalając na ucieczkę. 28 maja 1941 lotnictwo niemieckie zatopiło na Atlantyku niszczyciel HMS „Mashona” (46 ofiar), też biorący wraz z „Tartarem” i „Somali” udział w poszukiwaniach.

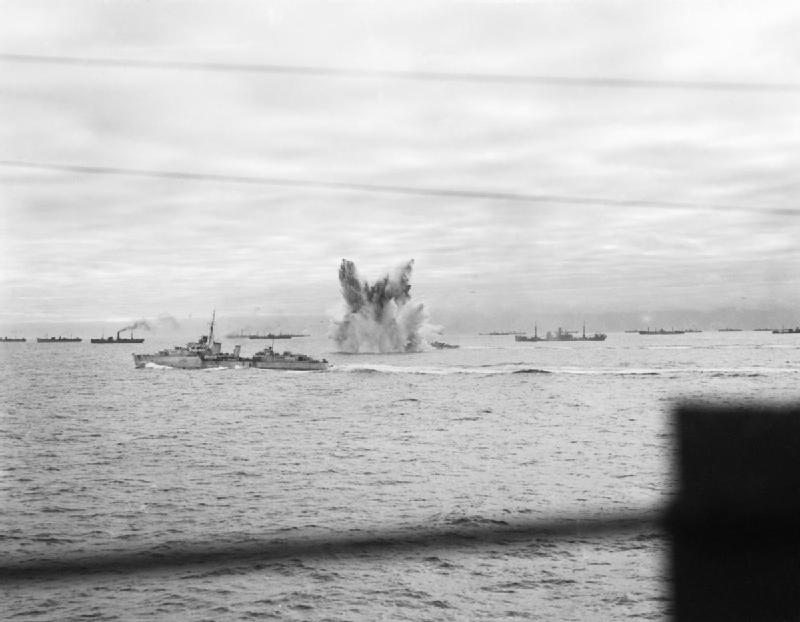
HMS „Ashanti” w eskorcie konwoju PQ-18, wrzesień 1942

W dalszym ciągu Tribale uczestniczyły w służbie konwojowej na Atlantyku, przy czym 27 października 1941 HMS „Cossack” zatonął po storpedowaniu przez okręt podwodny U-563 w nocy 23/24 października, w osłonie konwoju HG-75 z Gibraltaru do Liverpoolu. Po wstąpieniu ZSRR do wojny, pod koniec 1941 flota brytyjska, w tym 6. Flotylla, rozpoczęła aktywne działania także w Arktyce i na północy Norwegii. Między innymi, HMS „Punjabi” i „Tartar” oraz krążowniki HMS „Aurora” i „Nigeria” w dniach 27 lipca – 6 sierpnia 1941 wykonały rajd na Spitsbergen, ewakuując stamtąd robotników i niszcząc zapasy węgla. 26 grudnia 1941 HMS „Somali”, „Ashanti”, „Bedouin”, „Eskimo” wzięły udział w drugim rajdzie na norweskie Lofoty (operacja Anklet, z krążownikiem HMS „Arethusa” i polskimi niszczycielami eskortowymi OORP „Kujawiak” i „Krakowiak”).
Od początku 1942 Tribale osłaniały konwoje arktyczne do ZSRR, przy czym 17 stycznia 1942 niemiecki okręt podwodny U-454 zatopił u wybrzeży ZSRR HMS „Matabele” (konwój PQ-8), 1 maja 1942 HMS „Punjabi” zatonął w kolizji z pancernikiem HMS „King George V” (konwój PQ-15), a 24 września 1942 HMS „Somali” zatonął po storpedowaniu 20 września przez okręt podwodny U-703 (konwój QP-14). Ocalałe niszczyciele tego typu wycofano następnie z konwojów arktycznych, a 6. Flotylla została rozwiązana.

### Działania na Morzu Śródziemnym 1940-1943

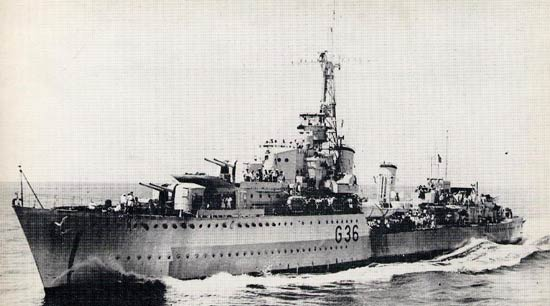
HMS Nubian (1937)

Po przystąpieniu Włoch do wojny, niszczyciele HMS „Nubian” i „Mohawk” przeniesiono w maju 1940 na Morze Śródziemne, do 14. Flotylli Niszczycieli w składzie Floty Śródziemnomorskiej w Aleksandrii, dowodzonej przez komandora Macka, w składzie której były aktywnie używane w operacjach przeciwko flocie włoskiej. 9 lipca 1940 brały udział w bitwie koło przylądka Stilo. 22 i 25 września HMS „Nubian” ostrzeliwał pozycje włoskie pod Sidi Barrani. Wraz z trzema krążownikami oba okręty uczestniczyły następnie w akcji zespołu X, zakończonej zatopieniem w nocy 11/12 listopada 1940 włoskiego konwoju 4 statków i uszkodzeniem przez „Mohawk” starego torpedowca „Nicola Fabrizi” w rejonie Cieśniny Otranto.
W styczniu 1941 „Mohawk” i „Nubian” walczyły w osłonie operacji transportowych na Maltę MC-4 i Excess, a w marcu w osłonie konwoju operacji MC-9. Brały następnie udział w bitwie pod Matapanem, w której „Nubian” dobił torpedą ciężko uszkodzony krążownik „Pola”. 16 kwietnia 1941 w nocy oba Tribale z niszczycielami HMS „Jervis” i „Janus” (zespół K) zatopiły u wybrzeża Tunezji konwój pięciu statków i trzy włoskie niszczyciele eskorty: „Luca Tarigo”, „Baleno” i „Lampo”, jednakże HMS „Mohawk” sam zatonął, storpedowany przez „Luca Tarigo” (tzw. bitwa z konwojem „Tarigo”). HMS „Nubian” aktywnie uczestniczył w ewakuacji Krety, lecz został poważnie uszkodzony przez niemieckie bombowce nurkujące 26 maja 1941, które oderwały mu rufę (remont trwał do października 1942).
Na Morzu Śródziemnym zaczęły następnie operować niszczyciele 4. Flotylli z Gibraltaru, eskortując konwoje na Maltę. 12 grudnia 1941 w nocy „Sikh” i „Maori” oraz niszczyciele „Isaac Sweers” i HMS „Legion” starły się z włoskimi krążownikami lekkimi koło przylądka Bon i HMS „Sikh” zatopił torpedami krążownik „Alberico da Barbiano” (w starciu zatonął też „Alberto di Giussano”). 12 lutego 1942 HMS „Maori” został zatopiony przez samoloty niemieckie w bazie La Valetta na Malcie. 4. Flotylla została następnie rozwiązana i zastąpiła ją 22. Flotylla.
22 marca 1942 „Sikh” i „Zulu” brały udział w II bitwie pod Syrtą, w osłonie konwoju na Maltę MW-10, nie dopuszczając przeważających włoskich sił do konwoju. 15 czerwca 1942 HMS „Bedouin” został uszkodzony w bitwie pod Pantellerią z włoskimi krążownikami w osłonie konwoju operacji Harpoon i unieruchomiony, po czym został zatopiony przez włoski samolot torpedowy SM.79. W sierpniu 1942, 6. Flotylla („Ashanti”, „Eskimo”, „Tartar” i „Somali”) wzięła udział w dużej operacji dowozu zaopatrzenia na Maltę Pedestal. 4 sierpnia „Sikh” i „Zulu” wzięły udział w zatopieniu okrętu podwodnego U-372 koło Jafy. 14 września 1942 „Sikh” i „Zulu” wzięły udział w nieudanej próbie wysadzenia desantu w Tobruku (operacja Agreement), podczas której „Sikh” został zatopiony przez niemieckie nadbrzeżne działa przeciwlotnicze 88 mm, a „Zulu” zatonął po zbombardowaniu przez niemieckie bombowce nurkujące.
Od listopada 1942 z Malty operował „Nubian”, zwalczając skutecznie włoską żeglugę przybrzeżną i konwoje, wiosną 1943 dołączyły do niego także „Tartar” i „Eskimo”. M.in. 4 maja 1943 „Nubian” wraz z HMS „Petard” zatopił statek „Campobasso” (3566 BRT) i torpedowiec „Perseo”. Brały następnie udział w osłonie operacji desantowych na włoskie wyspy. W październiku 1943 trzy Tribale opuściły Morze Śródziemne.

### Działania na Atlantyku i w kanale La Manche 1943–1945
W maju 1943 do służby konwojowej i patrolowej na Atlantyku weszły pierwsze dwa kanadyjskie Tribale: HMCS „Iroquois” i „Athabaskan”. Działając w składzie 1. Grupy Wsparcia w Zatoce Biskajskiej, „Athabaskan” 28 sierpnia 1943 został uszkodzony niemiecką bombą kierowaną Hs 293 na południe od przylądka Finisterre (remont trwał do grudnia). W drugiej połowie roku do służby weszły pozostałe z pierwszej serii kanadyjskich Tribali: HMCS „Haida” i „Huron”. Po odbyciu od listopada 1943 czterech konwojów do ZSRR, kanadyjskie Tribale razem z HMS „Ashanti” zostały w 1944 przebazowane nad kanał La Manche i wraz z „Tartarem” i „Eskimo” weszły w marcu 1944 w skład nowo utworzonej 10. Flotylli Niszczycieli. W jej składzie zwalczały niemiecką żeglugę przybrzeżną i kutry torpedowe w kanale La Manche, głównie w nocnych akcjach. W nocy na 26 kwietnia „Haida”, „Huron”, „Athabaskan”, „Ashanti” z krążownikiem przeciwlotniczym HMS „Black Prince” zatopiły u brzegów Bretanii niemiecki duży torpedowiec T-29 i uszkodziły T-24 i T-27. Podczas kolejnego starcia w nocy na 29 kwietnia z niszczycielami „Haida” i „Athabaskan”, „Haida” zniszczyła T-27, lecz „Athabaskan” został storpedowany przez T-24 i zatonął (prawdopodobne jest, że został omyłkowo dobity przez brytyjski kuter torpedowy MTB 677).
W nocy na 9 czerwca 1944 10. Flotylla w składzie: 19. dywizjon: HMS „Tartar”, „Ashanti”, HMCS „Haida”, „Huron”, 20. dywizjon: HMS „Eskimo” oraz niszczyciele HMS „Javelin” i polskie OORP „Błyskawica” i „Piorun”, starła się w bitwie koło wyspy Ushant (Ouessant) z niemieckimi niszczycielami. Cztery Tribale 19. dywizjonu zatopiły w niej niemieckie niszczyciele Z32 i ZH1 oraz uszkodziły Z24, przy czym „Tartar” został uszkodzony.
W nocy na 14 czerwca 1944 HMS „Ashanti” wraz z ORP „Piorun” zaatakował koło Jersey niemiecki konwój ochraniany przez 6 trałowców, topiąc trałowiec M-343 i uszkadzając inne. 24 czerwca „Haida” i „Eskimo” wraz z samolotem patrolowym zatopiły okręt podwodny U-971. W nocy na 28 czerwca „Eskimo” i „Huron” zatopiły uzbrojone trawlery: pomocniczy trałowiec M-4611 i patrolowiec V-213. 2 lipca „Eskimo” został jednak uszkodzony w kolizji i musiał być remontowany do listopada. W nocy z 14 na 15 lipca, „Tartar”, „Haida” i ORP „Błyskawica” zatopiły niemieckie patrolowce Uj-1420 i Uj-1421. 5 sierpnia „Tartar”, „Ashanti”, „Haida”, „Iroquois” z krążownikiem HMS „Bellona” zaatakowały konwój, topiąc trałowce M-263 i M-486, patrolowiec V-414 i mały statek „Otto” (217 BRT); „Haida” odniosła niewielkie uszkodzenia od ognia eskortowca SG-3. W nocy z 14 na 15 sierpnia „Iroquois” wraz z krążownikiem HMS „Mauritius” i niszczycielem „Ursa” zatopił przerywacz zagród minowych Sp-157 i trałowiec M-385 oraz uszkodził torpedowiec T-24, a z 22 na 23 sierpnia ten sam zespół zatopił patrolowce V-702, V-717, V-720, V-729, V-730. W związku z zanikiem aktywności floty niemieckiej i wyzwoleniem Europy Zachodniej, pod koniec 1944 i na początku 1945, Tribale używane były głównie do zadań eskortowych, m.in. na Morzu Północnym. 14 listopada 1944 „Nubian”, a w marcu 1945 „Haida” i „Iroquois” osłaniały lotniskowce dokonujące rajdów na Trondheim.

### Działania na Pacyfiku 1942–1945

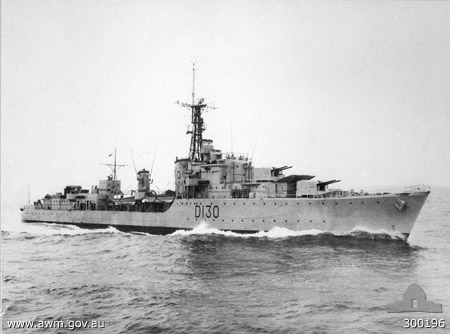
HMAS „Arunta”, 1952

Pierwszy z australijskich Tribali HMAS „Arunta” osiągnął gotowość w lecie 1942 i w końcu sierpnia został użyty do dostarczenia posiłków wojskom walczącym z Japończykami w zatoce Milne na Nowej Gwinei. 29 sierpnia 1942 zatopił japoński okręt podwodny Ro-33 koło Port Moresby. HMAS „Arunta” i „Warramunga” następnie działały na południowo-zachodnim Pacyfiku, w składzie amerykańskiej 7. Floty, zajmując się głównie eskortą transportów, a także samemu transportem wojsk pomiędzy wyspami i wsparciem ogniowym desantów. 9-10 stycznia 1943 „Arunta” ewakuowała żołnierzy z Timoru. W marcu 1943 weszły w skład Task Force 74, zmieniając przy tym numery burtowe na zaczynające się literą D (jak niszczyciele amerykańskie). M.in. w grudniu 1943 wspierały desant na Nowej Brytanii, a 29 lutego 1944 na Wyspach Admiralicji. W nocy na 20 lipca 1944 „Warramunga” z dwoma kutrami torpedowymi PT-144 i PT-149 zniszczyła 3 japońskie barki desantowe koło Nowej Gwinei. 15 września oba niszczyciele wspierały desant na Morotai, gdzie „Warramunga” zniszczyła japoński kuter desantowy. 20 października 1944 oba niszczyciele w składzie Task Group 77.3 wspierały desant na  Leyte. „Arunta” wzięła następnie udział w bitwie o Leyte – w starciu w cieśninie Surigao 24/25 października 1944. Następnie w dalszym ciągu niszczyciele wspierały operacje desantowe na Filipinach, a później wyspach Indonezji. 5 stycznia 1945 podczas desantu w zatoce Lingayen, „Arunta” została lekko uszkodzona przez bliski wybuch bomby samolotu kamikaze, przed którym niszczyciel zdołał się uchylić. W maju 1945 niszczyciele ponownie były używane do wsparcia desantu na Wewak i ostrzału celów lądowych, po czym  „Warramunga” została skierowana na remont, a  „Arunta” w dalszym ciągu używana była do tych celów w czerwcu i lipcu (m.in. w Zatoce Brunei i na Balikpapanie). „Warramunga” i nowo wprowadzony do służby „Bataan” znalazły się wśród okrętów uczestniczących w Zatoce Tokijskiej przy podpisaniu kapitulacji Japonii 2 września 1945.
Na początku 1945 na Daleki Wschód – do Trincomalee przerzucono niszczyciele brytyjskiej 10. Flotylli: HMS „Tartar”, „Eskimo” i „Nubian”. 16 lutego 1945 „Eskimo” wspierał desant na wybrzeżu Birmy. W maju niszczyciele osłaniały lotniskowce atakujace cele na Andamanach i Nikobarach (operacja Bishop). 12 czerwca wszystkie trzy niszczyciele przechwyciły mały konwój japoński koło Sabangu i „Nubian” zatopił ścigacz okrętów podwodnych Ch-57, a „Eskimo” transportowiec „Kuroshio Maru No.2”.

## Modernizacje powojenne

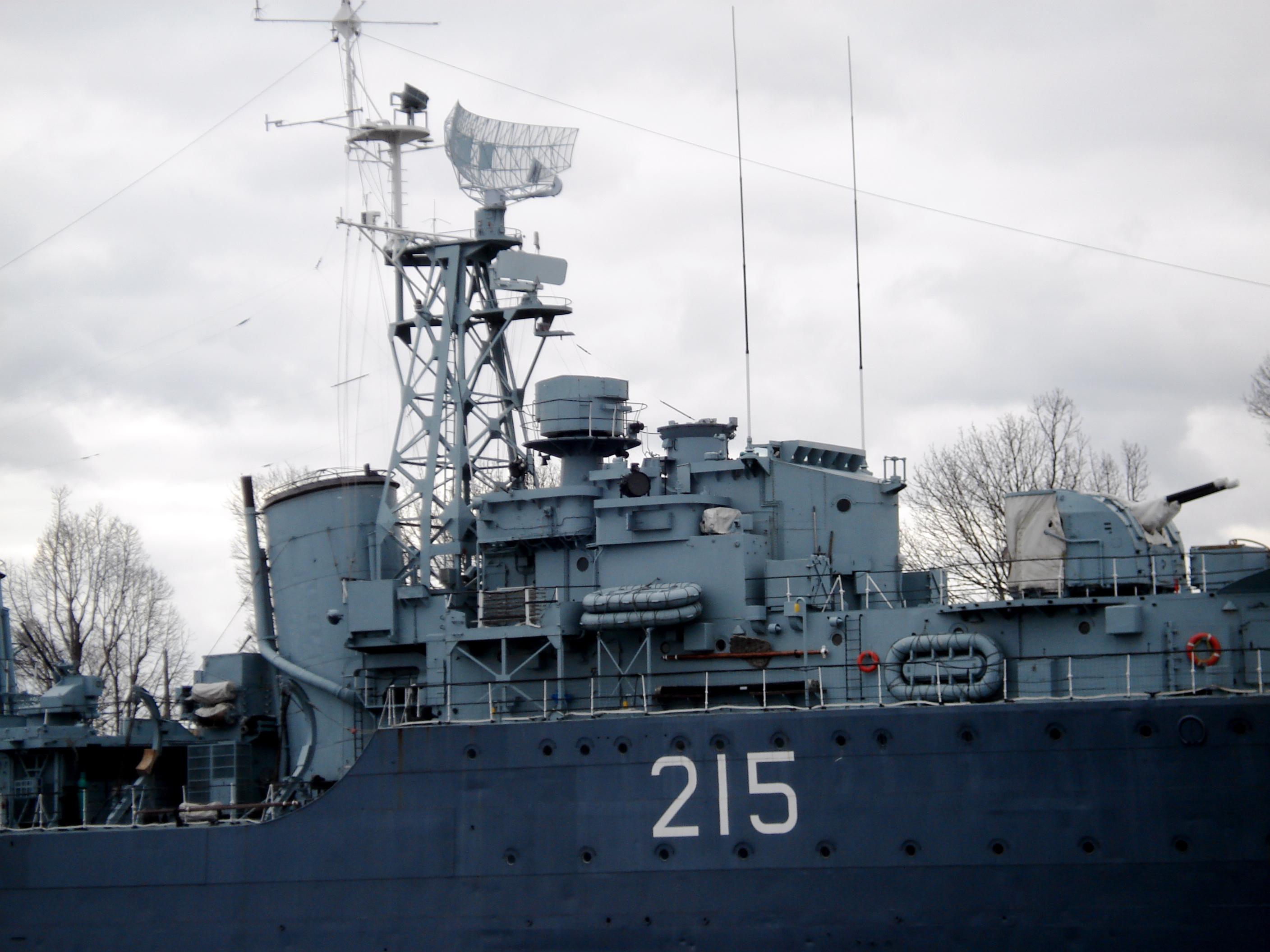
Mostek HMCS „Haida” po modernizacjach – widoczne nowe działa 102 mm

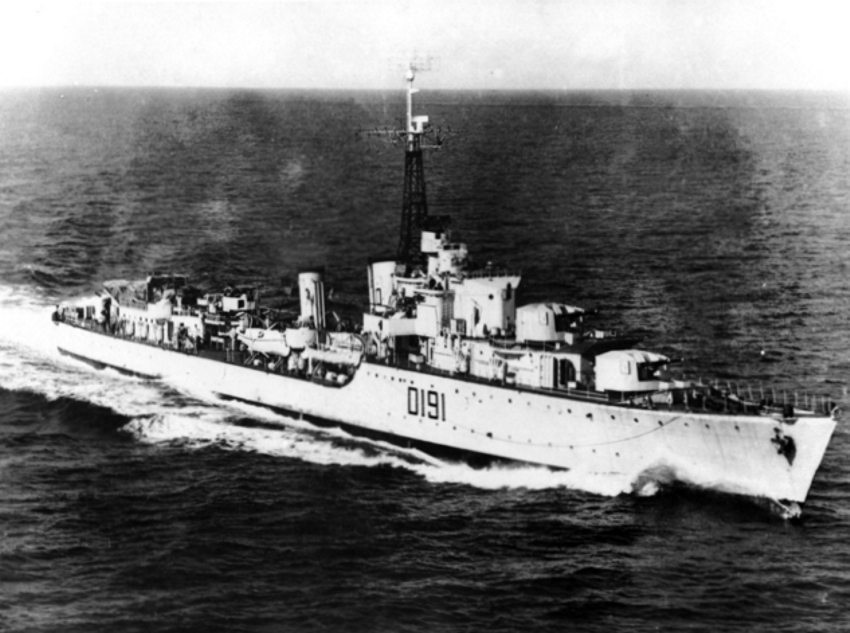
HMAS „Bataan” w okresie wojny koreańskiej

Kanadyjskie powojenne Tribale: „Micmac” i „Nootka” otrzymały takie samo uzbrojenie główne (6 × 120 mm, 2 × 102 mm), lecz jako lekkie uzbrojenie plot zastosowano 6 działek 40 mm Boforsa (2xII, 2xI) i 2 działka 20 mm. Natomiast „Athabaskan” (II) i „Cayuga” otrzymały jako główne uzbrojenie 8 dział 102 mm. Pod koniec lat 40. na kanadyjskich Tribalach zdemontowano ostatnie stanowisko 2 dział 120 mm kosztem wzmocnienia uzbrojenia przeciwpodwodnego – otrzymały one po 2 miotacze bomb głębinowych Squid. W połowie lat 50. wszystkie kanadyjskie Tribale otrzymały zunifikowane uzbrojenie w postaci 4 dział 102 mm w dwóch stanowiskach na dziobie, podwójnie sprzężonej armaty plot 76 mm na rufie, 4 pojedynczych działek 40 mm Boforsa, 2 miotaczy Squid i 4 wyrzutni torped. Zmodernizowano przy tym wyposażenie elektroniczne i inne elementy wyposażenia.
Australijskie okręty „Arunta” i „Waramunga” po wojnie również otrzymały miotacz bomb głębinowych Squid kosztem zdemontowania ostatniego stanowiska dwóch dział 120 mm. Poczwórne działko 40 mm „pom-pom” zamieniono na podwójnego Boforsa 40 mm, uzyskując zestaw uzbrojenia: 4 × 120 mm, 2 × 102 mm, 8 × 40 mm (1xII, 6x1), Squid i 4 wyrzutnie torped. Na „Bataan” zamieniono jedynie uzbrojenie przeciwlotnicze na Boforsy.

## Służba po II wojnie światowej
W 1948 cztery pozostałe brytyjskie Tribale zostały skasowane, z uwagi na spore zużycie od intensywnej służby, wymagające remontów, a nadto brak potrzeb w zakresie utrzymywania dużej floty po wojnie.
Australijskie Tribale wkrótce po zakończeniu wojny pełniły zadania okupacyjne, pływając na wody Japonii i między innymi transportując stamtąd byłych jeńców. Kanadyjskie niszczyciele wojennej budowy zostały w 1946 roku wycofane do rezerwy; w tym czasie weszły do służby cztery nowo zbudowane. 16 lipca 1947 HMCS „Micmac” został poważnie uszkodzony w kolizji z transportowcem „Yarmouth County” i remont trwał ponad 4 lata, przez co stał się on jedynym okrętem tego typu, który nie wziął udziału w żadnej wojnie. Australijskie HMAS „Bataan” i „Warramunga” oraz kanadyjskie HMCS „Cayuga” i „Athabaskan” (II) wzięły następnie od lipca-sierpnia 1950 roku udział w wojnie koreańskiej. M.in. 20 września kanadyjskie Tribale wspierały operację dywersyjną – próbę zniszczenia mostu w okolicy Kunsan, a w październiku „Warramunga” i „Athabaskan” wspierały desant w Wonsan. Na początku grudnia wszystkie cztery, z dwoma innymi niszczycielami, ewakuowały Nampo. Następnie okręty uczestniczyły w blokadzie morskiej zachodniego wybrzeża Korei, połączonej z ostrzeliwaniem celów naziemnych, w tym takich, jak pociągi. 17 maja 1951 kanadyjskie Tribale wróciły do Kanady, lecz ponownie skierowano je do Korei we wrześniu. 30 października 1951 „Cayuga” odniósł niewielkie uszkodzenia od ognia dział lądowych na wyspie Sokto. Później w wojnie  wzięły udział także HMCS „Iroquois” i „Nootka”.
Pod koniec lat 50. australijskie Tribale wycofano do rezerwy, następnie w latach 60. skasowano. Kanadyjskie Tribale również wycofano w latach 60., HMCS „Haida” jako jedyny z serii pozostawiono jako okręt-muzeum w Hamilton.

## Dane techniczne
- załoga: 190 (w toku wojny: 260-300)

### Uzbrojenie
1938–1940:
- 8 dział 120 mm (4.7 in) QF Mk XII na podwójnych podstawach CP Mk XIX, osłoniętych maskami (4xII)
  - długość lufy: L/45 (45 kalibrów), donośność maksymalna 15 520 m, kąt podniesienia +40°, masa pocisku 22,7 kg, zapas amunicji 300 pocisków na działo (w tym 50 oświetlających)
- 4 automatyczne działka przeciwlotnicze 40 mm Vickers Mk VIII pom-pom, poczwórnie sprzężone na podstawie Mk VII (1xIV)
  - długość lufy: L/39, donośność skuteczna w poziomie 3475 m, w pionie 1555 m, kąt podniesienia +80°, masa pocisku 0,907 kg,
- 8 wkm plot Vickers 12,7 mm, poczwórnie sprzężone (2xIV)
- 4 wyrzutnie torpedowe 533 mm QR Mk IX (1xIV) (4 torpedy Mk IX)
- 1 zrzutnia (na 3 bomby) i 2 miotacze bomb głębinowych (20 bomb głębinowych)

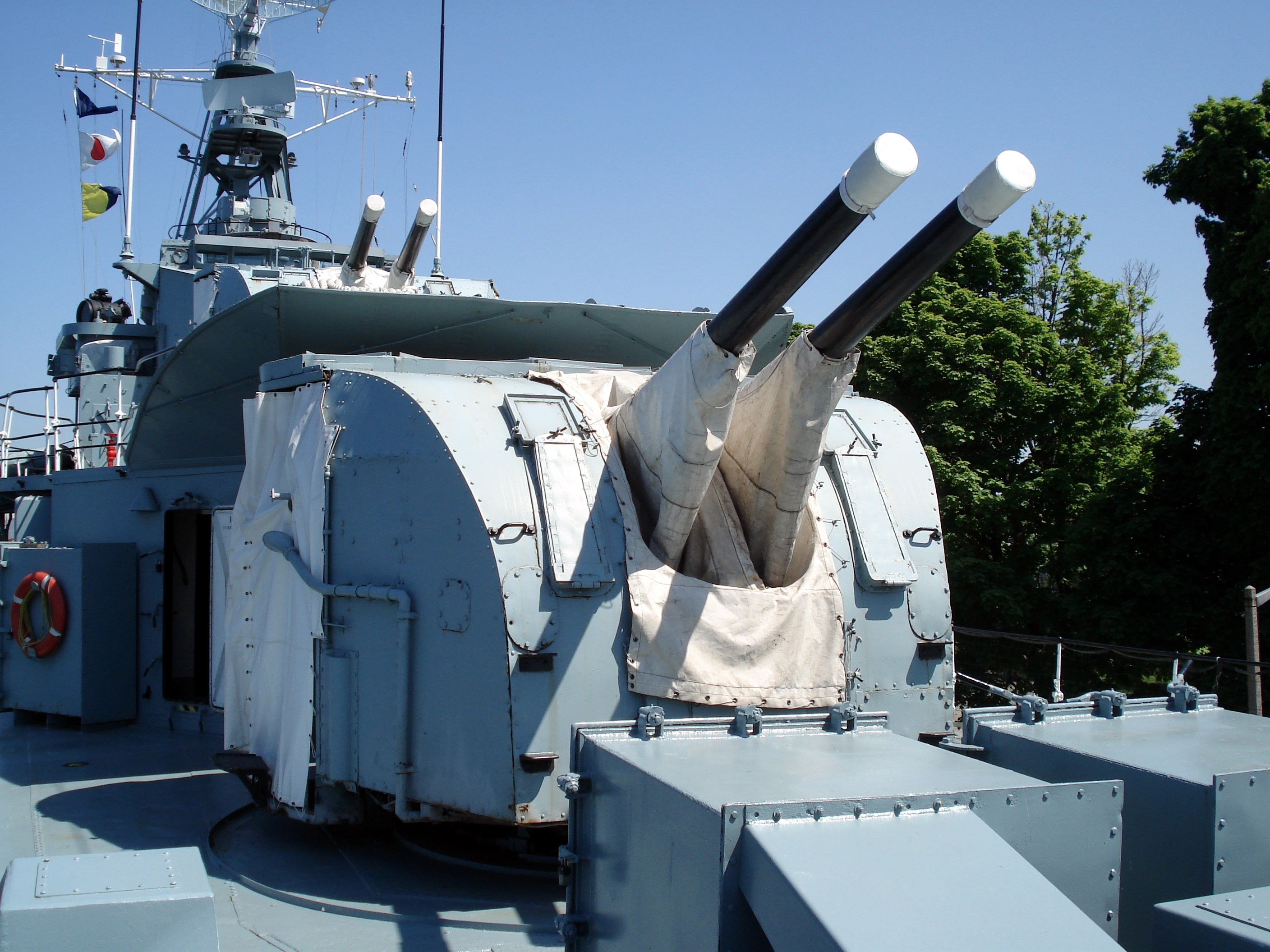
Działa 102 mm Mk XVI na HMCS „Haida” (po modernizacji)

1941-1948
- 6 dział 120 mm QF Mk XII na podwójnych podstawach CP Mk XIX, osłoniętych maskami (3xII)
- 2 działa uniwersalne 102 mm Mk XVI na podwójnej podstawie Mk XIX, osłonięte maską (1xII)
  - długość lufy: L/45, donośność maksymalna 18 150 m, w pionie 11 890 m, kąt podniesienia +80°, masa pocisku 15,88 kg
- 4 automatyczne działka plot 40 mm Vickers Mk VIII pom-pom, poczwórnie sprzężone na podstawie Mk VII (1xIV)
- 2-6 automatycznych działek plot 20 mm Oerlikon, pojedynczych (od 1941–1942, później ilość zwiększana do 10 (5xII))
- 8 wkm plot 12,7 mm Vickers (2xIV) (do 1942)
- 4 wyrzutnie torpedowe 533 mm QR Mk IX (1xIV) (4 torpedy Mk IX)
- 1 zrzutnia (na 3 bomby) i 2 miotacze bomb głębinowych (20-30 bomb głębinowych)

### Wyposażenie
- hydrolokator Asdic
- system kierowania ogniem artylerii: główny dalmierz i punkt kierowania ogniem Mk I, 3,6-metrowy dalmierz i punkt kierowania ogniem przeciwlotniczym Mk II (na nadbudówce dziobowej)
- radar dozoru powietrznego Typ 286 (na niektórych od 1941), później Typ 291, od 1944 dozoru nawodnego Typ 293.
- radar kierowania ogniem Typ 285 (od 1941, na stanowisku dalmierza)
- radar dozoru nawodnego Typ 271 („Haida” i „Huron”)
- namiernik emisji radiowej HF/DF (od 1942)